# Golfo dell'Ammiragliato
Il golfo dell'Ammiragliato (in inglese Admiralty Gulf) è un'insenatura dell'Oceano Indiano, situata sulla costa del Kimberley, regione dell'Australia Occidentale.

## Geografia
Il golfo è delimitato dalla penisola di Bougainville a nord e dal capo Bigge a sud. Il luogo popolato più vicino è Kalumburu, situato a 82 chilometri a est.
Molte isole si trovano all'interno del golfo, tra cui l'isola Osborn Centrale, l'isola Kingsmill, l'isola Borda e le isole Montesquieu (che comprendono l'Important Bird Area di Low Rocks e dell'isola Sterna). Due porti naturali si trovano nel golfo, quello di Warrender e la baia di Walmesly.

## Storia
I proprietari tradizionali delle aree intorno al golfo sono i popoli Wenamba a ovest e i popoli Kambure a est.
Nicolas Baudin tracciò la mappa del capo Bougainville nel 1803 e dell'isola Cassini e molto probabilmente fu il primo europeo a visitare il golfo.
La costa bagnata dal golfo fu esplorata da Phillip Parker King a bordo della Mermaid nel 1819 come parte del suo rilevamento topografico dell'area. King battezzò il golfo altre al porto di Warrender e alla baia di Vansittart.